# Vivre FM
Vivre FM est une radio émettant depuis 2004 sur l'Île-de-France.
Elle diffuse aussi ses programmes en streaming sur internet et désormais sur l'ensemble des plateformes comme Deezer, Spotify ou Google Podcasts.
Elle donne la parole à ceux qui l'ont peu dans les médias habituels.
Ses émissions tournent autour des thématiques suivantes : handicap, santé, bien-être, aidants, environnement, handisport, place des femmes dans la société, place des LGBT ...

## Historique
La radio, de catégorie associative a été créée à l'initiative d'Anne Voileau, radio qu'elle a dirigé de sa création (16 septembre 2004) jusqu'en 2016.
Elle diffuse ses programmes tous les jours, de 5 h 30 à 17 h 30 en FM à Paris (93.9 MHz) et 24h/24 sur le DAB+ (canal 6A) par internet ainsi que sur l'ensemble des plateformes.
Elle est gérée par l'Association nationale pour la prévention des handicaps et pour l'information (ANPHI).
Son équipe est composée de journalistes, animateurs et techniciens/réalisateurs valides et en situation de handicap,.
Son directeur est Frédéric Cloteaux. Le directeur des programmes et de l'antenne est Jason Jobert. Dominique Celières est responsable d'édition du 7/9. Le programmateur est Florian Praud.
Le 15 décembre 2021, elle commence la diffusion de ses programmes sur le 105,8 MHz à Lyon.
Le 5 juillet 2023, l'Arcom décide de retirer la fréquence de Lyon après un recours déposé par Sud Radio. Il y est notamment stipulé que Vivre FM cessera ses programmes à Lyon à partir du 17 novembre 2023.
Le 3 avril 2025, la radio a été placée en liquidation judiciaire, les émissions en direct cessent le lendemain après-midi, la station va cesser prochainement ses émissions.
Le 14 mai 2025, l'Arcom a lancé un appel à candidature pour la reprise de la fréquence 93.9 FM avec un dépôt des candidatures pour le 10 juillet 2025.

## Émissions
Vivre FM propose 7h de direct non stop entre 7h du matin et 14h:
- 7h à 9h : Le 7/9. 2h d'information et d'actualité autour de Dominique Celières et sa bande de journalistes
- 9h à 10h : Les Experts. Une émission qui traite des thématiques telles le handicap, les aidants, les jeunes des quartiers, l'autisme.
- 10h à 11h : Entre Nous. Une émission de confidence animée par Ornella Damperon. L'émission est adaptée chaque vendredi ''Vivre dans le Noir'' animé par Frédéric Cloteaux, qui plonge ses invités à des confidences dans le noir absolu
- 11h à 12h : Le Monde de Léo. Émission animée par le jeune Léo Tassel, 21 ans. Il nous emmène dans son Monde : un monde plus juste, plus citoyen, plus écolo et plus festif.
- 12h à 13h : Vivre c'est épatant. Le magazine du midi aux ondes posivistes animé par Hugo Vittoz, Gabin Henriques parle de food et de Bien-être, et Clément Fleurant de patrimoine et d'actualité internationale.
- 13h à 14H : Le jour où ? .... animé par Cendrine Genty 
On y retrouve des émissions et contenus inédits comme On vous dit Tout qui répond aux questions que les auditeurs se posent sur le handicap, le Petit Journal du Handicap chaque matin, Objectif Paris 2024 sur le thème des Jeux Olympiques ou encore la chronique Fake News qui décortique les fausses informations.

## Grille d'été 2022
Pour l'été 2022, Vivre FM propose 2 émissions phares en direct chaque matin à partir du 1er juillet :
- 8h/10h : C'est çà la France, animée par Dominique Célières
L'émission visite les quatre coins de la France en portant un regard sur ce qui fait la différence : les associations, la gastronomie, la beauté de lieux méconnus ...
- 10h/12h : Le Tour de Léo, animée par Léo Tassel
En direct du village départ du Tour de France, Léo Tassel reçoit les acteurs du Tour de France en portant son regard de jeune homme en situation de handicap et en parlant d'inclusion, de tolérance, de différence.
Un point régulier sera fait sur la course, avec les interventions des anciens champions Luc Leblanc et Sylvain Chavanel.